# Franciszek Śmiadecki

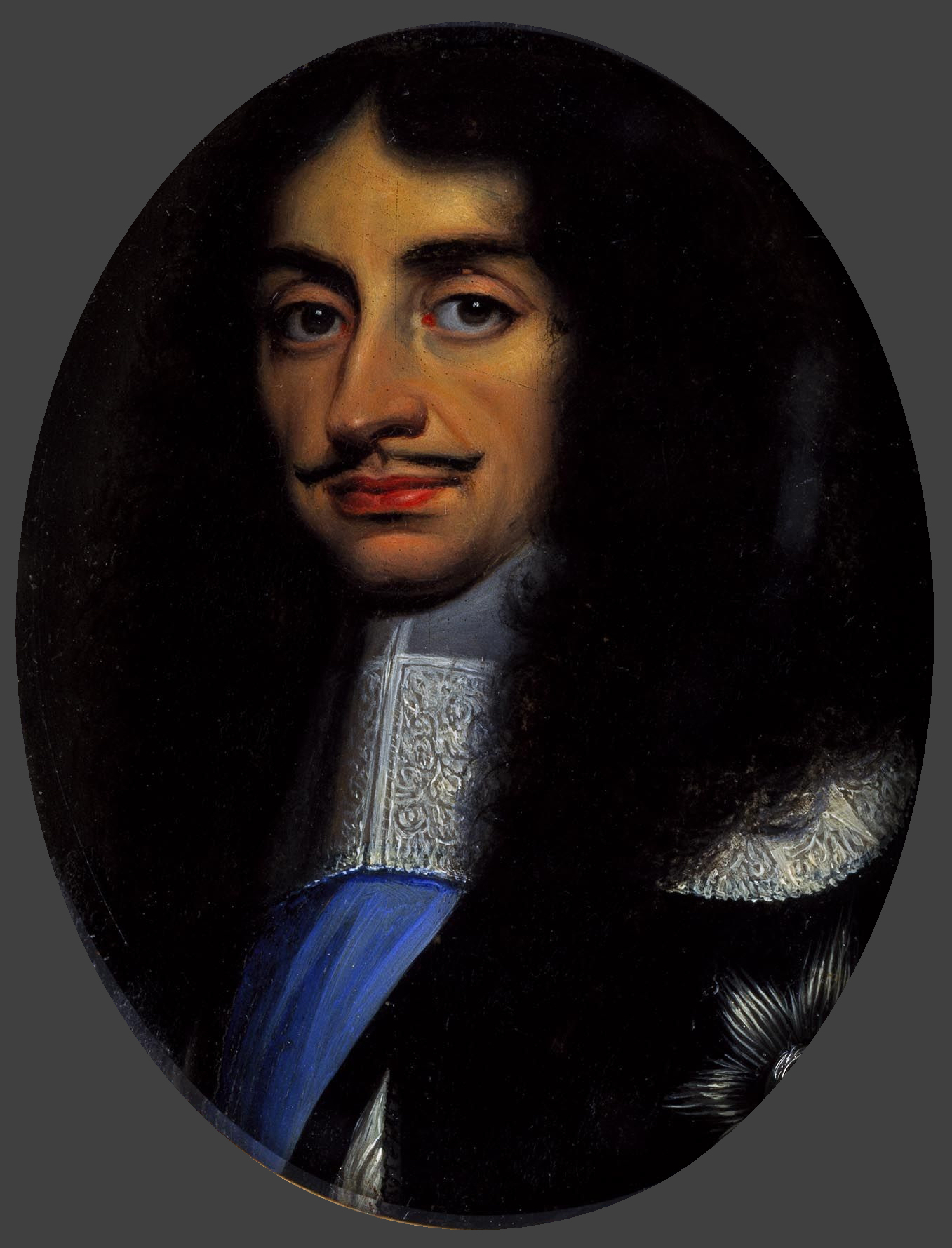
Franciszek Śmiadecki, Portret Karola II Stuarta z około 1661 roku

Franciszek Śmiadecki (ur. ok. 1580 w Bodzentynie, zm. po 1650 w Anglii) – polski malarz, miniaturzysta.

## Życiorys
Urodził się prawdopodobnie w 1580 w Bodzentynie. Malarstwa nauczył się na studiach w Krakowie i został wyzwolony w 1596, a w 1602 otrzymał tytuł mistrza. W 1608 został starszym cechu. 
W 1609 wyjechał na Węgry i tam trafił do więzienia. Wykupiony przez żonę Zuzannę z domu Groicką powrócił do Krakowa i współpracował z Tomaszem Dolabellą. Poza malarstwem stworzył napisał statut dla czeladników malarskich. Był również autorem broszury „Vanitas vanitatum” piętnującej wady mieszczaństwa i nawołującej do poprawy życia. Swoje portrety sygnował inicjałami „F.S.”. Jest autorem obrazu Matki Bożej w kościele w Wielkich Oczach.
Wyjechał do Turcji, a następnie osiadł w Anglii. Przez pewien czas był uczniem angielskiego miniaturzysty Samuela Coopera. Wyspecjalizował się w malarstwie miniatur i należał do czołowych twórców swojego czasu.